# Уштерек (Алматинская область)
Уштерек (каз. Үштерек) — село в Карасайском районе Алматинской области Казахстана. Входит в состав Айтейского сельского округа.

## История
Решением маслихата Алматинской области от 12 апреля 2013 года № 15-102 и постановлением акимата Алматинской области от 12 апреля 2013 года № 112 (зарегистрировано Департаментом юстиции Алматинской области 24 апреля 2013 года № 2348) село Уштерек было передано в новообразуемый Айтейский сельский округ из состава Ушконырского сельского округа.

## Население
В 1999 году население села составляло 291 человек (138 мужчин и 153 женщины). По данным переписи 2009 года, в селе проживало 896 человек (456 мужчин и 440 женщин). По данным на 2013 год население села составляло 988 человека.